# Andriy Serdinov
Andriy Serdinov, en ukrainien Сердінов Андрій, né le 17 novembre 1982 à Louhansk, est un nageur ukrainien.

## Palmarès

### Jeux olympiques d'été
- Natation aux Jeux olympiques de 2004 de Athènes
  -     -  Médaille de bronze sur 100 mètres papillon

### Championnats du monde de natation

#### Championnats du monde en grand bassin
- Championnats du monde 2003 à Barcelone
  -  Médaille de bronze sur 100 mètres papillon
- Championnats du monde 2005 à Montréal
  -  Médaille de bronze sur 100 mètres papillon

#### Championnats du monde en petit bassin
- Championnats du monde en petit bassin 2006 à Shanghai
  -  Médaille de bronze du relais 4 × 100 mètres quatre nages

### Championnats d'Europe de natation
- Championnats d'Europe en grand bassin
  - Championnats d'Europe de natation 2006 à Budapest
    -  Médaille d'or sur 100 mètres papillon
    -  Médaille d'argent du relais 4 × 100 mètres 4 nages

  - Championnats d'Europe de natation 2004 à Madrid
    -  Médaille d'or sur 100 mètres papillon
    -  Médaille d'or du relais 4 × 100 mètres 4 nages
    -  Médaille de bronze sur 50 mètres papillon

  - Championnats d'Europe de natation 2002 à Berlin
    -  Médaille d'argent sur 100 mètres papillon

  - Championnats d'Europe de natation 2000 à Helsinki
    -  Médaille de bronze du relais 4 × 100 mètres 4 nages
- Championnats d'Europe en petit bassin
  - Championnats d'Europe en petit bassin 2003 à Dublin
    -  Médaille de bronze sur 50 mètres papillon
    -  Médaille de bronze sur 100 mètres papillon